# Kỹ năng lãnh đạo
Kỹ năng lãnh đạo là khả năng của người lãnh đạo vận dụng những kiến thức lý thuyết, phương thức hành động, kinh nghiệm đã có để thực hiện các hoạt động lãnh đạo phù hợp với điều kiện cụ thể và mang lại kết quả tốt.

## Phân loại

### Kỹ năng cơ sở
Nhóm các kỹ năng cơ sở là những kỹ năng nền tảng, tối thiểu cần có để có thể thành công trong bất cứ loại công việc gì; bao gồm:
- Kỹ năng nhận thức (quan sát, ghi nhớ, tư duy logic, biện chứng, hệ thống,...)
- Kỹ năng định vị bản thân (hiểu rõ điểm mạnh, điểm yếu, vai trò, vị trí của mình trong các mối quan hệ xã hội)
- Kỹ năng quản lý bản thân (trên cơ sở định vị bản thân có kế hoạch phát triển bản thân và kiên trì, kiên quyết thực hiện, biết tự kiểm soát bản thân để đạt các mục tiêu cuộc sống).

### Làm việc với con người
Nhóm các kỹ năng làm việc với con người bao gồm: kỹ năng thiết lập và duy trì các mối quan hệ; kỹ năng gây ảnh hưởng, huấn luyện và phát triển cộng sự, phát triển nhóm; kỹ năng đánh giá và sử dụng con người; kỹ năng động viên khích lệ người khác; kỹ năng xây dựng văn hóa tổ chức; kỹ năng giao tiếp và nói trước công chúng...

### Giải quyết vấn đề
Nhóm các kỹ năng giải quyết vấn đề gồm: nhận diện bối cảnh và dự báo xu hướng vận động của xã hội; xác định tầm nhìn tương lai của tổ chức; truyền cảm hứng về tầm nhìn; lập kế hoạch chiến lược và tổ chức thực hiện chiến lược; hoạch định và thực thi chính sách; ra quyết định; tìm kiếm các đối tác để liên minh; mở rộng nguồn lực, xử lý tình huống khẩn cấp/khủng hoảng...

## Một số kỹ năng

### Truyền cảm hứng về tầm nhìn

#### Tổng quan
Truyền cảm hứng đúng nghĩa là quá trình đi từ trái tim đến trái tim; từ niềm tin và giá trị sâu thẳm của người lãnh đạo đến với niềm tin và giá trị sâu thẳm của người khác. Muốn vậy, người lãnh đạo phải thấu hiểu các niềm tin và các giá trị, mong muốn, khát khao mà người khác đang theo đuổi và tìm cách gắn kết chúng với tầm nhìn.
Bất cứ điều gì liên quan đến những niềm tin và giá trị sâu thẳm trong con người sẽ khơi dậy được trong con người đó sự hứng khởi và cam kết. Sự cam kết là không thể bị mua, bán, cưỡng bức, hay ép buộc bằng lý trí. Nhà lãnh đạo không thể buộc người khác cam kết với một tầm nhìn nào đó nhưng người lãnh đạo có thể hỗ trợ người khác tự xác lập cam kết của bản thân.

#### Quy trình truyền cảm hứng về tầm nhìn
Lòng trung thành và sự xác tín, tự khẳng định niềm tin của người lãnh đạo. Với tư cách là người lãnh đạo, cần tin rằng: tầm nhìn có thể được hiện thực hóa; khả năng của con người có thể đạt tới tầm nhìn; tổ chức có thể tạo ra tầm nhìn. Sự xác tín tạo ra hứng khởi cho người lãnh đạo; và người lãnh đạo sẽ: thể hiện hy vọng và một thái độ quyết tâm làm được; khởi động và tiếp tục theo đuổi một ước mơ mạnh mẽ; liên tục chứng minh rằng tầm nhìn gắn kết tất cả trong một nền tảng chung; khích lệ khát vọng, sự can đảm, lòng kiên trì và sáng tạo của mọi người để cùng tạo nên tầm nhìn; phát triển khả năng của tổ chức để đạt tới tầm nhìn đó.
Nghe, lắng nghe và thấu hiểu. Hãy thường xuyên hỏi mọi người và chủ động lắng nghe; thể hiện rằng bạn nghe hết các quyết định và hành động sau đó. Bạn càng hỏi và lắng nghe càng nhiều thì bạn càng có nhiều thông tin về các vấn đề có ý nghĩa với mọi người. Khi lắng nghe, bạn sẽ khám phá ra các mối liên hệ: giữa con người với tầm nhìn và giá trị; giữa kế hoạch với tầm nhìn và giá trị; giữa con người với kế hoạch để giải quyết vấn đề lãnh đạo.
Nền tảng chung. Việc thể hiện sự hòa đồng với số đông sẽ tập hợp được các nhóm riêng lẻ xung quanh một nền tảng chung – tầm nhìn. Có rất nhiều lợi ích từ sự thống nhất, đoàn kết:
- Giảm được năng lượng tiêu cực dành cho các hoạt động riêng lẻ.
- Năng lượng tiêu cực sẽ được chuyển hóa thành năng lượng tích cực, mang tính xây dựng và được định hướng bởi tầm nhìn.
- Sức mạnh tổng hợp sẽ lớn hơn sức mạnh cá nhân.
- Khi mọi người biết được lợi ích do làm việc cùng nhau thì sẽ họ sẽ sẵn sàng hơn và có thể tìm ra thêm các điểm chung khác.
- Khi mọi người thành công, họ sẽ sẵn sàng chấp nhận rủi ro hơn để đi xa hơn, sẵn lòng chia sẻ các thách thức chung, chia sẻ niềm vui, niềm hứng khởi, chia sẻ những sai lầm, bài học và thành công.

Sự khớp nối. Sự khớp nối là chiến lược cuối cùng của chu trình truyền cảm hứng, không phải là chiến lược đầu tiên; là quá trình thể hiện nền tảng chung giữa các cá nhân với tầm nhìn, giữa các nhóm với tầm nhìn và giữa các nhóm với nhau. Khi bạn thực sự hiểu về việc mọi người "đến từ đâu", bạn sẽ chỉ cho họ thấy được về các mối liên hệ. Nếu bạn biết về mọi người và biết được cách vận dụng tầm nhìn và giá trị vào mỗi tình huống thì bạn sẽ có thể phát hiện ra các mối liên hệ và khớp nối chúng với mọi người. Khi tổ chức thực sự hiểu được các mục đích và quá trình của nó thì mọi người sẽ làm việc chăm chỉ để tạo ra các kết quả. Mọi người sẽ thể hiện mình và hiệu suất công việc sẽ cao. Mọi người sẽ làm chủ công việc, cạnh tranh hơn và tự tin vào bản thân hơn.

#### Nguyên tắc truyền cảm hứng về tầm nhìn
- Sự đơn giản: Thông điệp truyền đạt tới số đông cần sự rõ ràng và đơn giản nhằm tránh sự hiểu nhầm hay ngờ vực.
- Ẩn dụ, suy luận và dẫn chứng.
- Các diễn đàn đa dạng.
- Sự lặp lại: Các ý tưởng chỉ có thể được thấm nhuần sâu sắc khi được lặp lại nhiều lần.
- Người lãnh đạo làm gương: Cách thức truyền đạt một thông điệp hiệu quả nhất là thông qua hành vi.
- Giải thích những hành động có vẻ mâu thuẫn: Những hành động mâu thuẫn không được tập trung giải quyết sẽ làm suy yếu dần lòng tin vào tất cả các hình thức truyền đạt.
- Lắng nghe và được lắng nghe: Thông tin hai chiều bao giờ cũng có sức mạnh hơn thông tin một chiều. Sự phản hồi có thể gợi ý cho chúng ta thấy rằng mình đang đi sai hướng và cần xác định rõ ràng lại tầm nhìn.

### Lãnh đạo sự thay đổi

#### Tổng quan
Ngạn ngữ của người Ewe (Tây Phi) có câu "Chúng ta vẫn luôn làm như vậy" sẽ không mang lại sự tiến bộ. Muốn lãnh đạo sự thay đổi người lãnh đạo cần phải nắm rõ qui trình và cách thức thực hiện sự thay đổi như thế nào, theo nguyên tắc nào để đạt được hiệu quả cao nhất.
Khi sự đổi mới được đề xuất thì cũng đồng thời xuất hiện cả sự ủng hộ và phản đối. Các lực lượng phản đối sẽ tạo ra áp lực và gây ảnh hưởng đến sự thành công của nỗ lực đổi mới. Người lãnh đạo cần hiểu rõ các yếu tố này để có thể thành công trong việc tập hợp sự ủng hộ từ bên ngoài nhằm giải quyết vấn đề của hệ thống lãnh đạo.
Phần lớn sự thay đổi liên quan đến trạng thái tâm lý là phần ẩn khuất trong mỗi con người giống phần chìm của tảng băng. Sự thay đổi gồm ba cấp độ sau:
- Cấp độ 1: Diễn ra ở đâu (trong kinh tế, môi trường...).
- Cấp độ 2: Sự thay đổi như thế nào? Cơ hội, thách thức, khó khăn,...
- Cấp độ 3: Sự thay đổi là tâm lý.[4]

#### Quy trình thực hiện
Các bước để lãnh đạo sự thay đổi trong tổ chức:
- Bước 1: Hình thành ý thức về tính cấp bách phải thay đổi.
- Bước 2: Thành lập nhóm dẫn đường (Tạo ra một liên minh dẫn dắt).
- Bước 3: Xây dựng tầm nhìn và chiến lược.
- Bước 4: Truyền đạt, chia sẻ về tầm nhìn.
- Bước 5: Trao quyền hành động.
- Bước 6: Tạo ra những thắng lợi bước đầu.
- Bước 7: Củng cố thắng lợi và tạo ra những thay đổi tiếp theo.
- Bước 8: Hợp nhất sự thay đổi vào văn hóa tổ chức.

#### Nguyên tắc thực hiện
- Phải xây dựng được lòng tin ở mọi người.
- Phải thay đổi bản thân trước khi yêu cầu người khác thay đổi.
- Phải để mọi người làm chủ sự thay đổi.
- Thay đổi phải phù hợp với điều kiện hoàn cảnh và khả năng quản lý sự thay đổi.
- Thay đổi phải đảm bảo tính kế thừa và phát triển: đừng "phủ nhận sạch trơn" và coi trọng "lịch sử để lại".
- Phải đảm bảo "cân bằng động" trong thực hiện sự thay đổi.

### Lãnh đạo tổ chức học tập
Trên con đường hiện thực hóa tầm nhìn, có vô số thách thức có thể hoặc chưa thể lường trước, đòi hỏi nhà lãnh đạo và cả tổ chức phải học hỏi một cách sáng tạo để vượt qua những thách thức và đi trước các đối thủ cạnh tranh khác. Nghiên cứu hàng trăm tổ chức thành công, giáo sư Ikujiro Nonaka (Nhật Bản) và cộng sự đồng ý với quan điểm của Peter M. Senge rằng, sức mạnh cạnh tranh của một tổ chức chính là ở khả năng học hỏi nhanh hơn các tổ chức khác. Không học hỏi một cách sáng tạo đồng nghĩa với việc tổ chức sẽ tụt hậu ngày càng xa so với các tổ chức khác.
Alvin Toffler, nhà tương lai học người Mỹ cho rằng, "Trong thế kỉ XXI mù chữ không phải do không biết đọc, không biết viết mà là do chúng ta không biết phân tích, không thể học và thói quen không chịu học lại".
Lãnh đạo là quá trình dẫn dắt tổ chức và cùng tổ chức liên tục vượt qua các thách thức mới mà với vốn kiến thức và kinh nghiệm cũ chưa đủ để xử lý nó. Điều đó đồng nghĩa với việc trong quá trình lãnh đạo, nhà lãnh đạo phải liên tục học hỏi để lấp đầy sự thiếu hụt kiến thức, kỹ năng của bản thân đồng thời phải lãnh đạo, chỉ đạo, khích lệ, ủng hộ quá trình học hỏi và sáng tạo tri thức mới để cùng nhau vượt qua thách thức.
Lãnh đạo tổ chức học tập là quá trình quản trị tri thức một cách khoa học và khôn ngoan. Làm sao cho từ những vốn tri thức đã có, mỗi thành viên, tổ chức có thể nhanh chóng tạo ra những tri thức mới để phục vụ cho sự phát triển tổ chức, phục vụ cho việc hiện thực hóa tầm nhìn và các mục tiêu chung của tổ chức.

### Sử dụng cán bộ
Sử dụng cán bộ phải có quan điểm và động cơ đúng đắn. Dùng người phải vì hạnh phúc, vì sự phát triển của con người, phải trên quan điểm nhân văn, khi dùng người không thể biến con người thành công cụ, phương tiện để đạt mục đích cho mình. Dùng người phải quan tâm đến con người đến nhu cầu lợi ích của con người.
Theo Chủ tịch Hồ Chí Minh: "Mình phải có độ lượng vĩ đại thì mới có thể đối với cán bộ một cách chí công vô tư, không có thành kiến, khiến cán bộ bị bỏ rơi. Phải có tinh thần rộng rãi, mới có thể gần gụi những người mình không ưa. Phải có tính chịu khó dạy bảo, mới có thể nâng đỡ những đồng chí còn kém, giúp họ tiến bộ. Phải sáng suốt, mới khỏi bị bọn vu vơ bao vây, mà cách xa cán bộ tốt. Phải có thái độ vui vẻ, thân mật, các đồng chí mới vui lòng gần gụi mình."

### Xây dựng văn hóa tổ chức

#### Khái niệm
Văn hóa tổ chức được mô tả như một tập hợp các giá trị, niềm tin, quy chuẩn về hành vi ứng xử và cách thức hoạt động được các thành viên trong tổ chức cùng chia sẻ và cùng thực hiện.

#### Tầm quan trọng
Văn hoá tổ chức tạo nên niềm tin, thái độ của cán bộ, công chức làm việc trong tổ chức; có ảnh hưởng rất lớn đến hiệu quả điều hành tổ chức và sự phát triển bền vững của tổ chức. Xây dựng văn hóa tổ chức tức là xây dựng văn hóa của đơn vị cơ quan nói chung và ở đây vai trò của người lãnh đạo là rất quan trọng.

#### Những biểu hiện
Những biểu hiện của văn hóa tổ chức gồm: mức độ tự giác và sự đoàn kết trong công việc; năng lực hoàn thành nhiệm vụ của các thành viên và của cả đơn vị; cách thức chỉ huy của lãnh đạo đơn vị; phương tiện làm việc; hiệu quả công việc đạt được trong thực tế khi thực hiện các mục tiêu chung; quy chế làm việc và mức độ tuân thủ quy chế của công chức, nhân viên; lề lối làm việc; truyền thống của đơn vị; thái độ trách nhiệm trước công việc chung; mức độ của bầu không khí trong đơn vị; các chuẩn mực để đánh giá công việc; cách sử dụng tiềm lực của cơ quan, đơn vị; cách giải quyết các xung đột nội bộ; thái độ, cách ứng xử trong quan hệ với công dân.

#### Cách thức thực hiện
Nhận diện văn hóa tổ chức thông qua việc: xác định những giá trị cần được đề cao - chuẩn mực cần hướng tới của văn hóa tổ chức; những giá trị đang tồn tại và chi phối lối nghĩ, cách hành xử của đa số thành viên trong tổ chức; so sánh những giá trị công sở hiện tại với hệ thống giá trị của văn hóa tổ chức lý tưởng, tìm ra những điểm khác biệt.
Xây dựng chiến lược phát triển thông qua việc: xác định mục tiêu phát triển của văn hóa tổ chức; lập kế hoạch hành động để khẳng định, đề cao hệ thống giá trị văn hóa mới; lồng ghép những nội dung xây dựng văn hóa tổ chức vào kế hoạch chung của công sở, đặc biệt là những kế hoạch thuộc các lĩnh vực: quản lý nguồn nhân lực, hoàn thiện hệ thống quy chế công vụ, truyền thông, hiện đại hóa cơ sở vật chất công sở.
Tổ chức thực hiện chiến lược phát triển bảo đảm cho các hoạt động thực hiện chiến lược này được tiến hành liên tục, thống nhất.
Xây dựng giá trị dân chủ thông qua việc xây dựng một chế độ công vụ công khai, minh bạch, huy động sự tham gia của cán bộ công chức vào hoạt động chung. Để xây dựng và phát triển giá trị dân chủ cho văn hóa tổ chức, cần hoàn thiện Quy chế dân chủ và Danh mục các hoạt động và các loại thông tin cần công khai hóa.
Xây dựng giá trị chuyên môn, chuyên nghiệp: thực hiện việc tuyển chọn, bổ nhiệm, sử dụng đội ngũ cán bộ, công chức theo các tiêu chuẩn chuyên môn, chuyên nghiệp dựa trên yêu cầu thực tế của công việc. Để xây dựng và phát triển giá trị chuyên môn, chuyên nghiệp cho văn hóa tổ chức, cần ban hành Quy chế tuyển chọn, bổ nhiệm, sử dụng cán bộ công chức; kèm theo đó là Danh mục hệ thống việc làm trong công sở với những yêu cầu về chuyên môn, chuyên nghiệp cụ thể đối với từng vị trí việc làm.
Xây dựng giá trị đạo đức, trách nhiệm cá nhân. Một chế độ đãi ngộ hợp lý sẽ hạn chế được tình trạng xuống cấp về đạo đức và tinh thần trách nhiệm. Giải pháp nhằm phát triển các giá trị văn hóa này còn thuộc về công tác khen thưởng và kỷ luật của cơ quan nhà nước. Một chế độ khen thưởng rõ ràng và kỷ luật nghiêm minh trên cơ sở những tiểu chí xác định cụ thể là điều kiện để phát triển các giá trị văn hóa công sở về đạo đức và trách nhiệm cá nhân trong công vụ. Để xây dựng và phát triển giá trị đạo đức, giá trị trách nhiệm cá nhân cho văn hóa hành chính, cần hoàn thiện hệ thống pháp luật về công chức, công vụ phù hợp với các "giá trị văn hóa hướng định"; kèm theo đó là chế độ đãi ngộ, khen thưởng và kỷ luật tương ứng.